# جيمس كوفمان الابن
العقيد جيمس هنري كوفمان الابن. (مواليد 1954) هو ضابط متقاعد من الجيش الأمريكي حصل على صليب الخدمة المميزة لتصرفه البطولي أثناء خدمته كمستشار مع قيادة الانتقال الأمني المتعددة الجنسيات – العراق الملحق بكوماندوس الشرطة العراقية الخاصة في الموصل، العراق عام 2004.

## الحياة المبكرة والتعليم
نشأ كوفمان في غريت بارينغتون، ماساتشوستس. تخرج من الأكاديمية العسكرية الأمريكية في ويست بوينت، نيويورك عام 1978. حصل كوفمان لاحقًا على درجة ماجستير العلوم في الشؤون الأمنية الوطنية من كلية الدراسات العليا البحرية. كما كان زميلًا في الجيش الأمريكي في كلية فليتشر للقانون والدبلوماسية في جامعة تافتس، وحضر برنامج جامعة بوسطن الخارجي للحصول على ماجستير العلوم في العلاقات الدولية في فيشنزا، إيطاليا. في سياق تعليمه الرسمي، كتب كوفمان أوراقًا عن الصراع العرقي في عالم ما بعد الحرب الباردة.

## أنشطة مكافحة التمرد في حرب العراق
خدم كوفمان خلال الاحتلال الأمريكي للعراق. أثناء عمله كمستشار مدني، تعرضت وحدته لهجوم في 14 نوفمبر 2004. خلال هذا الهجوم، تم الإشادة بالقيادة التي قدمها لقواته بينما كانوا يفوقون عددًا أمام مجموعة من المتمردين العراقيين. استمر في القتال حتى بعد أن تحطمت يده التي يطلق منها النار بسبب رصاصة معادية، واستمر في إطلاق النار بيده الأخرى. بعد وصول التعزيزات، رفض كوفمان الخروج من المعركة على الرغم من إصاباته. حصل على صليب الخدمة المميزة لهذه الإجراءات.
عمل كوفمان كمستشار مدني لتدريب كوماندوس الشرطة الخاصة؛ وهي وحدة شبه عسكرية تعرف باسم لواء الذئب التي اتهمها مسؤول في الأمم المتحدة بـالتعذيب والقتل، والتي كانت متورطة أيضًا في استخدام فرق الموت. تم إنشاء لواء الذئب بدعم من الولايات المتحدة ومكن من إعادة نشر الحرس الجمهوري لصدام حسين ولكن بمهمة جديدة تتمثل في ترويع المتورطين في التمرد العراقي. كان هذا جزءًا من مسعى الولايات المتحدة لاستخدام "تكتيكات قذرة" ضد المتمردين في العراق، وهي عقيدة مكافحة التمرد تعرف باسم "محاربة الإرهاب بالإرهاب"، والتي سبق أن استخدمتها الولايات المتحدة في مسارح أخرى، بما في ذلك فيتنام والسلفادور.
عمل كوفمان عن كثب مع ستيل كمستشار لكوماندوس الشرطة العراقية الخاصة خلال عمليات قيادة الانتقال الأمني المتعددة الجنسيات، والذي تمت إدانته أيضًا بانتهاكات حقوق الإنسان للمعتقلين العراقيين. أبلغ كوفمان مباشرة إلى الجنرال ديفيد بتريوس وعمل جنبًا إلى جنب مع ستيل في مراكز الاعتقال التي تم إنشاؤها بتمويل أمريكي.
كشف الجنرال المقدم منذر السامري، قائد وزارة الداخلية العراقية من 2003 إلى 2005، عن الدور الأمريكي في التعذيب الذي نفذته وحدات الاستجواب التابعة للكوماندوس الخاصة، مدعيًا أن ستيل وكوفمان كانا يعرفان بالضبط ما كان يحدث. وصف السامري "أبشع أنواع التعذيب" التي رآها على الإطلاق، والتي شملت الضرب المبرح وتعليق المعتقلين، وكذلك نزع أظافرهم. كما زعم تقرير الجارديان أن الدعم الأمريكي للوحدات شبه العسكرية الطائفية ساعد في خلق الظروف التي أدت إلى الحرب الأهلية الطائفية.

## الأوسمة والتكريمات
حصل كوفمان على صليب الخدمة المميزة، ووسام النجمة البرونزية، ووسام الخدمة المتميزة للدفاع، ووسام الخدمة الممتازة مع أربع عناقيد من أوراق البلوط، ووسام إشادة الخدمة المشتركة مع عنقدتين من أوراق البلوط، وشارة المشاة القتالية، وشارة المشاة الخبير، وعلامة القوات الخاصة وعلامة رينجر.

## روابط خارجية
- زابالدو، الرقيب جاريد. "وزارة الداخلية العراقية تشكل كتائب كوماندوس الشرطة". American Forces Press Service. مؤرشف من الأصل في 2013-01-14. اطلع عليه بتاريخ 2013-01-11.
- "نسخة مؤرشفة" (PDF). Military Review. ع. 1. يناير–فبراير 2007. ص. 1. مؤرشف من الأصل (PDF) في 2017-02-17. اطلع عليه بتاريخ 2013-01-11.
- دوريل، أورين (9 نوفمبر 2006). "كوفمان قاد الوحدات العراقية خلال الهجوم". يو إس إيه توداي. مؤرشف من الأصل في 2024-01-07. اطلع عليه بتاريخ 2013-01-11.
- برجس، ليسا (14 يونيو 2006). "أبطال 2006: 'كنت سأستمر في القتال'". ستارز آند سترايبس. مؤرشف من الأصل في 2023-02-09. اطلع عليه بتاريخ 2013-01-11.
- تيموثي ر. ريس، دونالد ب. رايت (2008). الجيش الأمريكي في عملية حرية العراق، مايو 2003-يناير 2005 : على نقطة II : الانتقال إلى الحملة الجديدة. فورت ليفنوورث، كانساس: Combat Studies Institute Press. ص. 468–469. ISBN:9780160781971.